# Cañadas de Nanchititla
Cañadas de Nanchititla är en ort i kommunen Luvianos i delstaten Mexiko i Mexiko. Samhället klassas som småstad (pueblo) av kommunen.
Cañadas de Nanchititla hade 687 invånare vid folkräkningen år 2020.